# Sabine Zimmermann (Moderatorin)
Sabine Zimmermann (* 22. Juli 1951 in Hannover; † 1. Mai 2020 in München) war eine deutsche Produktionsleiterin und Fernsehmoderatorin.

## Leben
Sabine Zimmermann war die Tochter von Rosmarie Zimmermann (1921–2008), die sie mit ihrer Schwester Heike in die 1960 geschlossene Ehe mit dem Journalisten und Fernsehmoderator Eduard Zimmermann (1929–2009) brachte. Eduard Zimmermann adoptierte die beiden Töchter. Nach der Schule absolvierte sie zunächst ein Freiwilliges Soziales Jahr beim Deutschen Roten Kreuz in Mainz. Danach folgte eine Ausbildung zur Fotografin mit Spezialisierung auf Polizeifotografie, gefolgt von einer siebenjährigen Tätigkeit beim Erkennungsdienst im Polizeipräsidium München. Nebenbei qualifizierte sie sich zur Fotografenmeisterin bei der damaligen Bayerischen Staatslehranstalt für Photographie in München. Sie lebte auf Mallorca und in München.
Sabine Zimmermann starb am 1. Mai 2020 im Alter von 68 Jahren nach „kurzer, schwerer Krankheit“ im Münchner Hospiz Christophorus an den Folgen einer Krebserkrankung. Ihre letzte Ruhestätte fand sie an der Seite ihrer Eltern im Familiengrab auf dem Nordfriedhof (Grabnummer: 94-11-13) in München.

## Karriere
1982 absolvierte Zimmermann eine kaufmännische Ausbildung und übernahm von 1983 bis 1985 die Geschäftsführung der Securitel Film + Fernsehproduktions- und Verlagsgesellschaft in Ismaning, die ihr Vater zur Produktion von Aktenzeichen XY … ungelöst gegründet hatte. Von 1987 bis 1992 assistierte sie ihrem Vater in der zur Securitel gehörenden Deutschen Kriminal-Fachredaktion, in der sie in der Filmgeschäftsführung und als Regieassistentin tätig war.
Nach dem Ausscheiden der Moderatorin Irene Campregher übernahm Zimmermann ab der 200. Sendung, welche am 6. November 1987 ausgestrahlt wurde, bis zur Sendung am 7. Dezember 2001 die Co-Moderation an der Seite ihres Vaters und später von Butz Peters bei Aktenzeichen XY. Danach blieb sie der Sendung bis 2011 als Produktionsleiterin erhalten, diese Stellung hatte sie seit 1997 inne.
Insgesamt arbeitete sie etwa 28 Jahre lang in der XY-Redaktion. Außerdem übernahm sie von ihrem Vater 1998 die Moderation der Sendung Vorsicht Falle! bis zu deren Einstellung am 6. März 2001.
1992 gründete sie ihre eigene Produktionsgesellschaft Crime TV und produzierte Sendungen wie K – Verbrechen im Fadenkreuz oder Verbrechen, die Geschichte machten für Sat.1.